# Miss Univers 1958
Miss Univers 1958, est la 7e édition du concours de Miss Univers a lieu en juillet 1958, au Long Beach Municipal Auditorium, à Long Beach, Californie, États-Unis
La gagnante est la Colombienne Luz Marina Zuluaga, Miss Colombie 1957 succédant à la Péruvienne Gladys Zender, Miss Univers 1957, et devenant ainsi la première Miss Colombie et la première colombienne de l'histoire à remporter le titre. La Colombie participait pour la première fois avec la Pologne et le Suriname au concours Miss Univers.

## Résultats

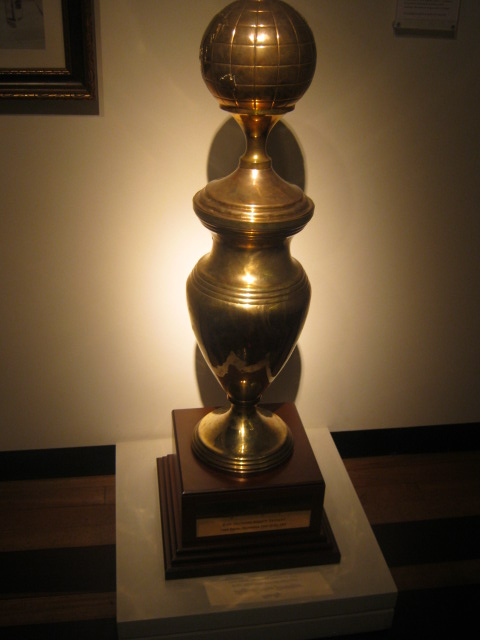
Trophée remporté par la lauréate de Luz Marina Zuluaga en 1958.

| Résultat final    | Candidates |
| ----------------- | --- |
| Miss Univers 1958 | - Colombie - Luz Marina Zuluaga |
| 1re dauphine      | - Brésil - Adalgisa Colombo |
| 2e dauphine       | - Hawaï - Geri Hoo |
| 3e dauphine       | - États-Unis - Arlene Howell |
| 4e dauphine       | - Pologne - Alicja Bobrowska |
| Top 15            | - Allemagne - Marlies Jung Behrens - Chili - Raquel Molina Urrutia - Danemark - Evy Norlund - Grèce - Marily Kalimopoulou - Pays-Bas - Corine Rottschäfer - Israël - Miriam Hadar - Japon - Tomoko Moritake - Pérou - Beatriz Boluarte - Suriname - Gertrud Gummels - Suède - Birgitta Elisabeth Gårdman |

## Prix spéciaux
| Prix                                                                     | Candidates                          |
| ------------------------------------------------------------------------ | ----------------------------------- |
| Miss Sympathie (Miss Congeniality)                                       | - Japon - Tomoko Moritake           |
| Miss Photogénique (Miss Photogenic)                                      | - Pays-Bas - Corine Rottschäfer     |
| La fille la plus populaire dans une parade (Most Popular Girl in Parade) | - Australie - Astrid Tanda Lindholm |

## Candidates
36 candidates ont concouru pour le titre de Miss Univers 1958 : 
| Pays               | Candidate                                       | Âge    | Taille | Domicile       |
| ------------------ | ----------------------------------------------- | ------ | ------ | -------------- |
| Alaska             | Eleanor Moses                                   | 20 ans | 1,65 m | Anchorage      |
| Allemagne          | Marlies Jung Behrens                            | 19 ans | 1,70 m | Munich         |
| Angleterre         | Dorothy Hazeldine                               | 19 ans | 1,70 m | Rochdale       |
| Argentine          | Celina Mercedes Ayala                           | 19 ans | 1,65 m | Posadas        |
| Australie          | Astrid Tanda Lindholm                           | 20 ans | NC     | NC             |
| Belgique           | Liliane Taelemans (°1938-†1992)                 | NC     | NC     | Bruxelles      |
| Brésil             | Adalgisa Colombo (°1940-†2013)                  | 18 ans | 1,69 m | Botafogo       |
| Guyane britannique | Clyo Fernandes (°1940-†1998)                    | 18 ans |        | Georgetown     |
| Canada             | Eileen Cindy Conroy                             | 21 ans | NC     | NC             |
| Chili              | Raquel Molina Urrutia                           | 23 ans | 1,65 m | Quilpué        |
| Colombie           | Luz Marina Zuluaga (°1938-†2015)                | 19 ans | 1,63 m | Manizales      |
| Corée              | Oh Geum-soon                                    | 18 ans | NC     | NC             |
| Costa Rica         | Eugenia María Valverde Guardia                  | 17 ans | 1,63 m | San José       |
| Cuba               | Arminia Pérez y González                        | 21 ans | NC     | NC             |
| Danemark           | Evy Norlund                                     | 20 ans | NC     | Copenhague     |
| Équateur           | Alicia Vallejo Eljuri                           | 22 ans | 1,63 m | Riobamba       |
| États-Unis         | Arlene Howell                                   | NC     | NC     | Bossier City   |
| France             | Monique Boulinguez                              | 21 ans | NC     | Paris          |
| Grèce              | Marily Collimopoulou                            | 18 ans | NC     | NC             |
| Guatemala          | Rogelia Cruz Martínez (°1940-†1968)             | 19 ans | NC     | NC             |
| Hawaï              | Geraldine Hoo Dwellers (°1939-†2007)            | 18 ans | 1,70 m | Honolulu       |
| Hollande           | Corine Rottschäfer (°1938-†2020)                | 20 ans | 1,75 m | Amsterdam      |
| Indes occidentales | Angela Tong (Port-d'Espagne, Trinité-et-Tobago) | NC     | NC     | Port-d'Espagne |
| Israël             | Miriam Hadar                                    | 21 ans | 1,73 m | Jerusalem      |
| Italie             | Clara Coppola                                   | 20 ans | 1,65 m | Latium         |
| Japon              | Tomoko Moritake                                 | 20 ans | 1,65 m | Nagasaki       |
| Mexique            | Elvira Leticia Risser Corredor                  | 19 ans | 1,68 m | Tamaulipas     |
| Norvège            | Greta Andersen                                  | 20 ans | 1,68 m | Stavanger      |
| Paraguay           | Graciela Scorza Leguizamón                      | 18 ans | 1,68 m | Asunción       |
| Pérou              | Beatriz Bolvarte                                | 19 ans | 1,73 m | Lima           |
| Pologne            | Alicja Bobrzowska                               | 22 ans | 1,68 m | Cracovie       |
| Singapour          | Marion Willis                                   | 19 ans | NC     | Singapour      |
| Suriname           | Gertrud Gummels                                 | 20 ans | NC     | NC             |
| Suède              | Birgitta Elisabeth Gårdman                      | 19 ans | 1,73 m | Lidingö        |
| Uruguay            | Irene Augustyniak                               | 20 ans | 1,75 m | Montevideo     |
| Venezuela          | Ida Margarita Pieri                             | 19 ans | 1,70 m | Carúpano       |

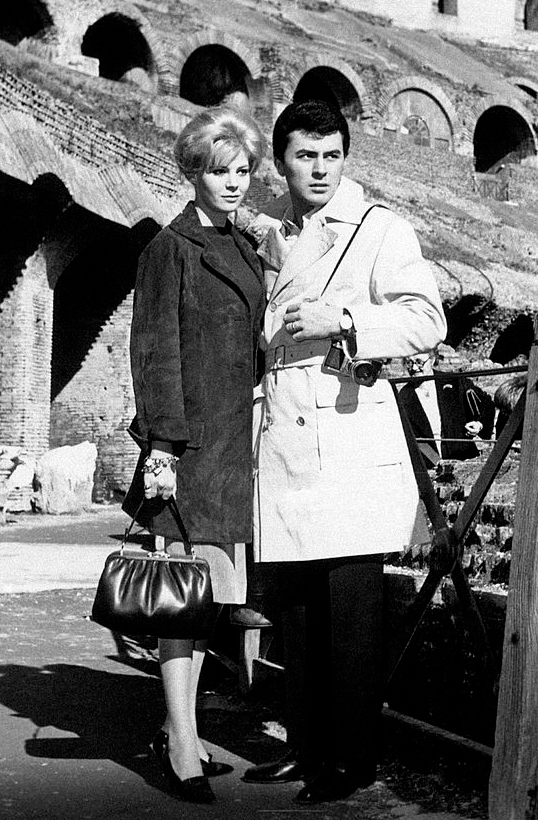
Evy Norlund, Miss Univers Danemark 1958.
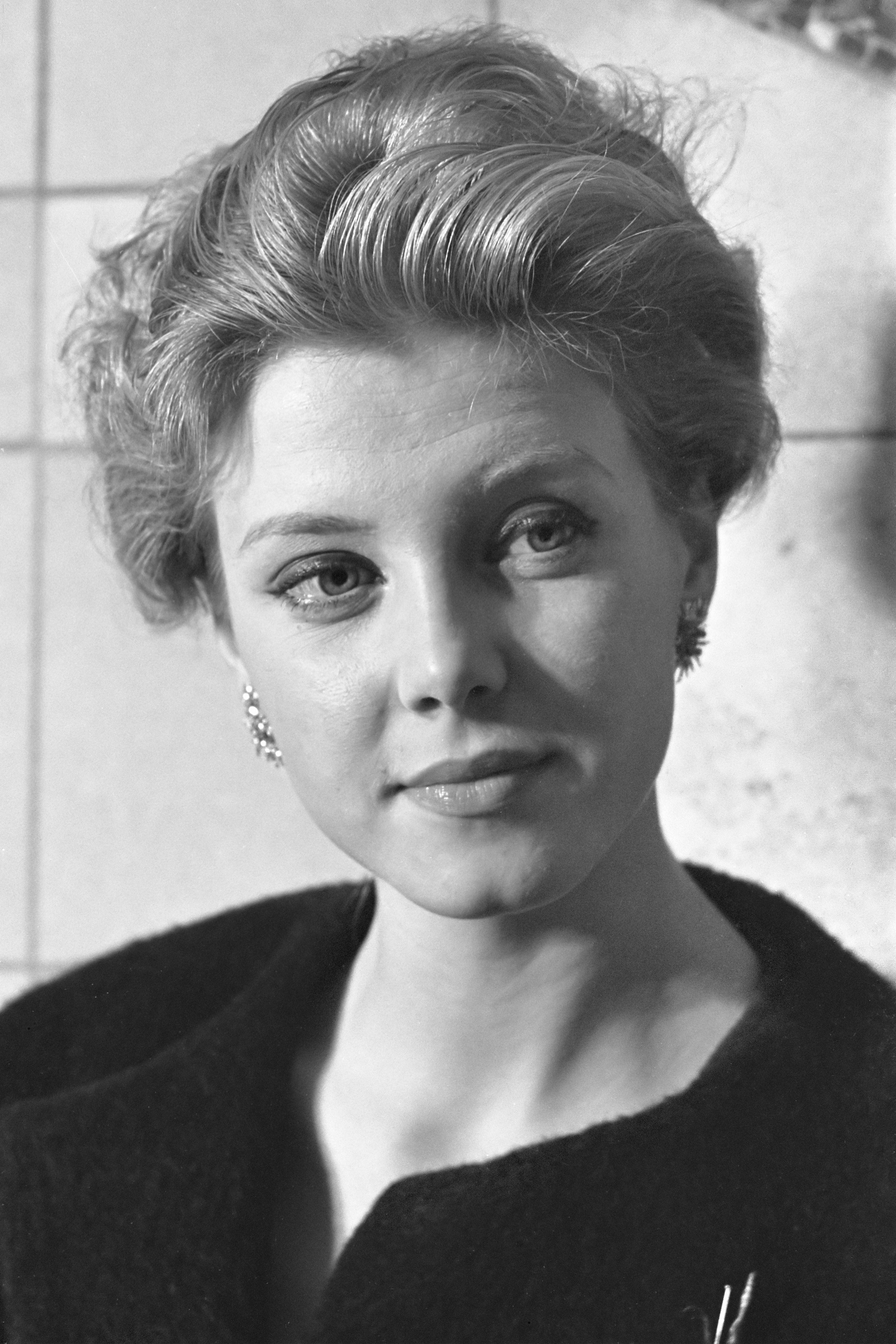
Corine Rottschäfer, Miss Univers Pays-Bas 1958.
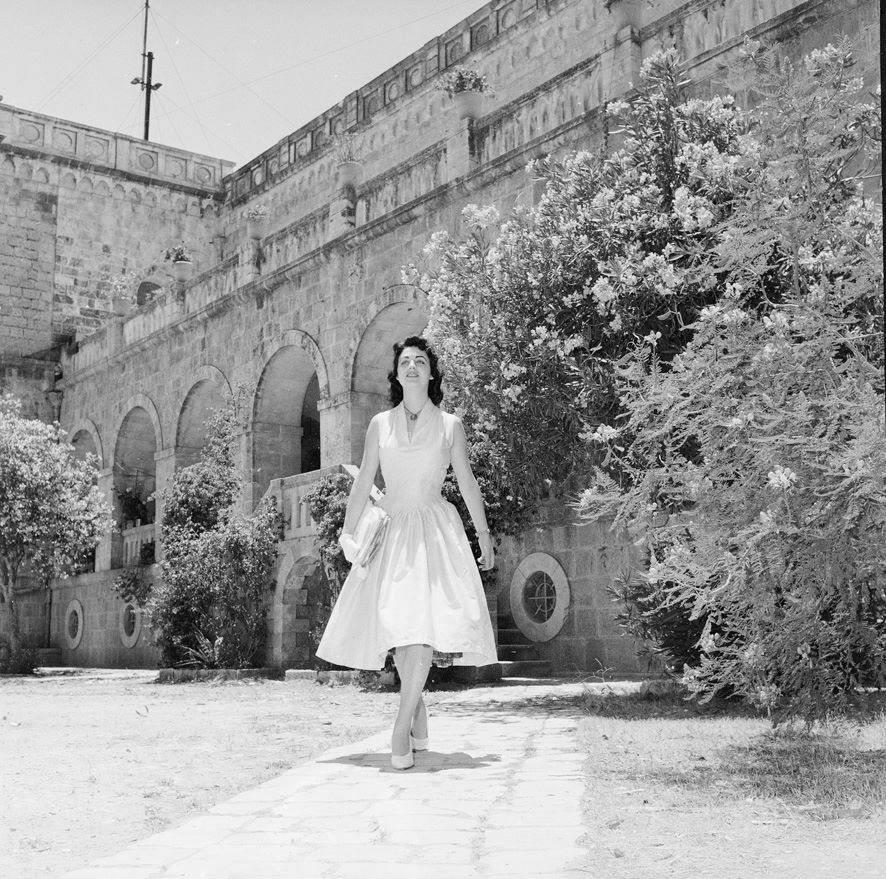
Miriam Hadar, Miss Univers Israël 1958.

## Jury
| Membre | Membre               | Nationalité | Notes                                                                                                 |
| ------ | -------------------- | ----------- | --- |
|        | Vincent Trotta       | Américaine  | Directeur artistique de Paramount Studios.                                                            |
|        | Roger Zeiler         | Française   | Président de la Mondial Events Organisation.                                                          |
|        | Jacob G. Gaudaur     | Canadienne  | Impresario de compétitions sportives.                                                                 |
|        | Ma Ma Loa            | Hawaïenne   | Chanteuse, compositrice et danseuse.                                                                  |
|        | Raúl Ferrada         | Chilienne   | Éditeur d'un journal de Santiago.                                                                     |
|        | David K. Arasik      | Israélienne | Monteur de film et éditeur de plusieurs magazines.                                                    |
|        | James H. Noguer      | Américaine  | Professeur de langues étrangères au Beach State College.                                              |
|        | Mrs. Miyoko Yanagida | Japonaise   | Peintre et créatrice d'une ligne de kimonos. Épouse du président de Japan Airlines, Seijiro Yanagita. |
|        | Harvey Earl Wilson   | Américaine  | Auteur, journaliste et chroniqueur.                                                                   |
|        | Alberto Vargas       | Péruvienne  | Peintre et dessinateur reconnu pour ses pin-up.                                                       |

## Observations

### Débuts
- Colombie
- Pologne
- Suriname

### Retours
Dernière participation en 1953
- Danemark ;

Dernière participation en 1954
- Australie ;
- Singapour.

Dernière participation en 1955
- Indes occidentales ;
- Norvège.

Dernière participation en 1956
- Chili ;
- États-Unis ;
- Guyane britannique ;
- Pays-Bas.

### Désistements
Les pays qui ont abandonné la compétition
- Autriche
- Ceylan
- Islande
- Maroc
- Martinique
- Philippines
- Porto Rico

Les pays qui ont choisi les candidates, mais l'État se retire de la compétition
- Autriche - Hanni Ehrenstrasser
- Philippines - Carmen Remedios Tuazon